# Wojna rosyjsko-szwedzka (1656–1658)
Wojna rosyjsko-szwedzka miała miejsce w latach 1656–1658. Część II wojny północnej.
Rosjanie rozpoczęli konflikt w 1656 roku. Po zawarciu z Rzecząpospolitą rozejmu w Niemieży nasilili działania. W krótkim czasie oddziały rosyjskie zajęły szwedzkie twierdze w ujściu Newy. Oblężenie Rygi (sierpień–wrzesień 1656) zakończyło się jednak niepowodzeniem.
W 1658 roku car Aleksy I Romanow widząc, że dalsze prowadzenie wojny nie przyniesie mu zwycięstwa, zdecydował się na rozejm. W wyniku układu Szwedzi utrzymali swoje zdobycze nad Bałtykiem.
Wojna miała związek z II wojną północną i wpłynęła na jej przebieg, angażując część sił szwedzkich. Jednak, wobec nieudolności działań wojsk rosyjskich i odnowienia walk Rosji z Rzecząpospolitą, Rosjanie i Szwedzi podpisali pokój w Kardis (1661).

## Wydarzenia wojny szwedzko-rosyjskiej
- 1656 – oblężenie Dorpatu
- 1656 – oblężenie Rygi